# Kertész Alice
Kertész Alice (egyes forrásokban Aliz vagy Alíz), Zalka Andrásné (Budapest, 1935. november 17. –) olimpiai bajnok tornász, edző.

## Sportpályafutása
1949-től a Postás, 1954-től a Budapesti Honvéd tornásza volt.  1954-től 1960-ig szerepelt az ötvenes években a világ élvonalához tartozó magyar női tornászválogatottban. Az 1954. évi római világbajnokságon, az 1954. évi budapesti főiskolai világbajnokságon és az 1956. évi melbourne-i olimpián a magyar csapat tagjaként összesen kilenc érmet nyert. 1956-ban a Bodó Andrea, Keleti Ágnes, Kertész Alice, Korondi Margit, Köteles Erzsébet, Tass Olga összeállítású kéziszer csapat tagjaként olimpiai bajnoki címet szerzett. Az aktív sportolástól 1960-ban vonult vissza. Az 1960. évi olimpián már nem vett részt.
A Testnevelési Főiskolán 1960-ban tanári, 1967-ben torna szakedzői, 1974-ben torna mesteredzői oklevelet szerzett. Visszavonulása után a KSI (Központi Sport- és Ifjúsági SE), majd a Budapesti Vasas edzője, 1981-től 1982-ig a magyar női tornászválogatott szövetségi kapitánya volt, 1982-től az Eötvös Loránd Tudományegyetem testnevelőtanára volt. 1988-ban vonult nyugállományba, azóta kondíciótornák szervezésével foglalkozik.

## Sporteredményei
- olimpiai bajnok (1956: kéziszer csapat)
- olimpiai 2. helyezett (1956: összetett csapat)
- olimpiai 6. helyezett (1956: felemás korlát)
- világbajnok (1954: kéziszer csapat)
- világbajnoki 2. helyezett (1954: összetett csapat)
- világbajnoki 5. helyezett (1958: összetett csapat)
- kétszeres főiskolai világbajnok (1954: felemás korlát csapat, műszabadgyakorlat csapat)
- háromszoros főiskolai világbajnoki 2. helyezett (1954: összetett csapat, lóugrás csapat, gerenda csapat)
- mesterfokú bajnok (1958: felemás korlát, gerenda)

## Díjai, elismerései
- A Magyar Népköztársaság Érdemes Sportolója (1954)[9]
- Mesteredző (1974)
- A Magyar Köztársasági Érdemrend középkeresztje (1996)
- Magyar Tornasportért díj (2011)
- A Köztársaság Elnökének Érdemérme (2011)[10]

## Főbb művei
- Leánytorna (Budapest, 1976)
- Vámosi Károlyné – Kertész Aliz – Peterdi Pál: Szigorúan bizalmas. Csak nőknek (Budapest, 1984)

## Érdekességek
- A női csapat tagjaként részt vett Keleti Márton „Díszelőadás” című esztrád filmjének nyitó jelenetében[11]
- A Magyar Televízió „Idősebbek is elkezdhetik” gyakorlatait Kertész Alice és Sárkány István állították össze.[12]